# Школски систем у Холандији
Школски систем у Холандији подељен је првенствено у школе за различите старосне групе (основно и средњошколско образовање), затим подељен је према различитим нивоима образовања (опште образовање, стручно и универзитетско образовање). Средње образовање и стручно усавршавање уређено је тако да је студентима релативно лако. У Холандији постоје јавне и приватне школе. Приватне су условљене верским опредељењем и нивоом образованости породице. Поред тога, постоје и специјалне школе. Оне нуде специјализовану и интензивну негу ученицима који имају инвалидитет, хроничну болест или поремећај.

## О холандском образовању
Холандско образовање спада у надлежност Министарства за образовања, науку и културу. Образовни инспекторат у име Министарства надзире образовање. Инспекцијски тим носи назив „Ефективни надзор за образовање”. Инспекција поседује правну моћ да промени политику школе, уведе казне и затвори школу.
Обавезно образовање почиње од пете године; од првог дана у месецу после петог рођендана свако дете у Холандији има законску обавезу да до шеснаесте године похаћа школу. Међутим, ученик је до своје 23. године делимично обавезан да се школује. То потиче од тога да сваки ученик мора да има основну квалификацију (холандска влада сматра да је то основни ниво образовања који је неопходан за перманентни квалификовани рад у Холандији). То значи да морају да имају дипломе средње гимназије или занатских школа (хаво или вво диплому или диплому мбо образовања) да више не би били законски обавезни да похађају школу.
У Холандији, ученици и њихови родитељи имају право да изаберу школу која одговара њиховим ставовима о образовању и животној филозофији, што је последица пиларизације. Постоје јавне, приватне и специјалне школе. Прве две су финансиране од стране владе, али могу додатно захтевати родитељске донације. Приватне школе су у потпуности финансиране од стране родитеља ученика.

## Школе

#### Основно школовање
Од своје пете до дванаесте године деца иду у основну школу. Основна школа има осам разреда. Разреди I и II се називају вртићи. Од III разреда, деца уче да читају, пишу и рачунају. Ученици осмог разреда од априла школске 2014/2015. године имају законску обавезу да раде завршни тест.
Након основне школе, ученици могу да бирају између четири врсте школа:
- практична
- ВМБО (средње-стручно образовање)
- ХАВО (више средње-стручно образовање - стручне школе: економска, медицинска, правна)
- ВВО (предуниверзитетско образовање: гимназије)

#### Продужено образовање
Продужено образовање траје, у зависности од врсте образовања, 4, 5 или 6 година. Прве три године ХАВО и ВВО и прве две године ВМБО је обавезно образовање. Затим студенти бирају даљи степен образовања складно средњим школама које су завршили.
Продужено образовање траје четири године. Похађају га деца од 12 до 16 година старости. ВМБО подељен је у четири програма, од којих је теоријски (стари МАВО), највиши.
Након завршног испита, студенти могу да прећу на ХАВО или средње стручно образовање (МБО). Већина холандских ученика тренутно похађа средњошколско образовање.
Ученик може након ВМБО да похађа ХАВО, а након ХАВО може на ВВО. ВВО је највиши ниво средњошколског образовања који траје 6 година. ВВО има две форме: Атенеум (названа по античкој школи основаној од стране римског цара Хадријана, формалан назив за холандски едукативни систем) и гимназија. У гимназијама ученици имају поред основних предмета (нпр. холандског језика, математике, енглеског, историје), такође старогрчки и латински језик.
Сви претходни облици образовања воде до средњег стручног образовања. Студенти основних струковних студија настављају своје образовање на МБО-у, на другом нивоу. Остали степени образовања воде до стручних предмета на нивоу три и четири. Ниво 1 MBО намењен је студентима без ВМБО дипломе. У неким случајевима они такође могу да наставе на нивоу 2. Студенти кроз МБО, у зависности од пријема на дати програм, могу напредовати на виши ниво. Стручни програми имају четири сектора:
- Економија
- Технологија
- Здравље и нега
- Агрикултура

### Високо образовање
Са МБО, ХАВО или ВВО дипломом, студент може бити примљен на колеџ. 

### Универзитетско образовање
Са ВВО дипломом или са дипломом доктората, могу бити примљени на научно образовање. Универзитет се састоји из два дела: основне студије и мастер образовање. Основне студије трају четири године, а мастер траје једну или две године.

##### Списак универзитета у Холандији
- Еразмус универзитет у Ротердаму
- Војна академија
- Факултет социјалне неге
- Школа менаџмента у Мастрихту
- Универзитет у Мастрихту
- Пословни универзитет у Нијенроду
- Слободни универзитет у Амстердаму
- Протестантски теолошки универзитетУниверзитет у Амстердаму
- Радбау универзитет у Нејмехену
- Рејкс универзитет у Хронингену
- Висока школа у Амстердаму
- Технички универзитет у Делфту
- Технички универзитет у Ејдинхофену
- Технички универзитет у Апелдорну
- Технички универзитет у Кампену
- ТИАС пословна школа
- Универзитет у Тилбургу
- Интернационални универзитет у Лимбургу
- ТСМ пословна школа
- Универзитет у Лејдену
- Универзитет у Твенту
- Универзитет у Утрехту
- Универзитет у Амстердаму
- Универзитет за хуманистичке науке
- Универзитет у Вахенингену